# Costeștii din Vale
Costeștii din Vale es una comuna ubicada en el distrito de Dâmbovița, Rumania.

## Superficie
Posee una superficie de 27,76 kilómetros cuadrados.

## Demografía
Hasta 2021 la población era de 3437 habitantes, con una densidad de población de 123,8 habitantes por kilómetro cuadrado.